# نزلة العرين قبلي
قرية نزلة العرين قبلي هي إحدى القرى التابعة لمركز ملوى بمحافظة المنيا في جمهورية مصر العربية. حسب إحصاءات سنة 2006، بلغ إجمالي السكان في نزلة العرين قبلي 3664 نسمة، منهم 1832 رجلا و1832 امرأة.